# Gumperda
Gumperda település Németországban, azon belül Türingiában. Lakosainak száma 391 fő (2023. december 31.).

## Népesség
A település népességének változása:
| Lakosok száma | 384  | 377  | 380  | 390  | 391  |
|               | 2017 | 2019 | 2021 | 2022 | 2023 |